# Yermolayev Yer-2
O Yermolayev Yer-2 foi um bombardeiro médio soviético utilizado durante a Segunda Guerra Mundial. Foi desenvolvido a partir do protótipo de avião comercial Bartini Stal-7. Foi usado para bombardear Berlin a partir de bases aéreas na Estônia após a Operação Barbarossa em 1941. A produção foi encerrada em Agosto de 1941 para permitir que a fábrica se concentrasse na construção do caça-bombardeiro Ilyushin Il-2, mas reiniciado no final de 1943 com o novo e mais eficiente motor aeronáutico a diesel Charomskiy ACh-30B.
Apesar de ser projetado como um bombardeiro médio de longo alcance, voou praticamente em missões táticas de ataque ao solo durante a Batalha de Moscou com pesadas perdas. Os sobreviventes continuaram voando, em números cada vez menores, até Agosto de 1943 quando os últimos modelos foram transferidos para escolas. Entretanto, a retomada da produção em 1943 permitiu que a aeronave retornasse a operações de combate em Abril de 1945. O Yer-2 permaneceu em serviço na Aviação de Longo Alcance até ser substituído por bombardeiros quadrimotor como o Tupolev Tu-4 ao final da década de 1940.

## Desenvolvimento
Robert Bartini havia projetado e construído o avião comercial Stal-7 enquanto era projetista chefe na ZOK NII GVF (em russo:  Zavod Opytno Konstrooktorskoye Naoochno-Issledovatel'skiy Institoot Grazhdanskovo Vozdooshnovo Flota — "Fábrica para Construção Especial no Instituto Teste Científico da Frota Aérea Civil"). O desempenho do Stal-7 era excepcional, particularmente em relação a sua carga paga: em relação ao peso total, mais de 56% era de carga paga. Durante os testes de voo com o peso máximo o protótipo se acidentou na decolagem no início de 1938, resultando na prisão de Bartini em um Gulag na Sibéria em Fevereiro de 1938. O Stal-7 permaneceu danificado até que Vladimir Yermolaev foi apontado como projetista chefe da OKB-240 após a prisão de Bartini, com a tarefa de transformar o Stal-7 em um bombardeiro de longo alcance, uma tarefa um tanto fácil pois Bartini havia reservado espaço para uma baia de bombas na fuselagem. Após reparos, o Stal-7 passou por uma programa de testes em voo, incluindo um voo sem paradas que bateu recorde no dia 28 de Agosto de 1939 quando realizou o voo Moscou—Sverdlovsk—Sebastopol—Moscou; uma distância de 5.086 km a uma velocidade média de 405 km/h (219 kn).
O projeto preliminar do DB-240 (em russo:  dahl'niy bombardirovschik — "bombardeiro de longo alcance"), designação da versão bombardeiro, foi concluído no início de 1939 e a construção de dois protótipos iniciou em Julho seguinte. O DB-240 manteve pouca semelhança em relação ao Stal-7, pois a estrutura foi quase que completamente redesenhada. A cabine de pilotagem foi reposicionada para melhorar sua visão para baixo e o navegador/bombardeiro sentava em um nariz envidraçado com uma metralhadora ShKAS de 7.62 mm. O operador de rádio sentava atrás e a direita do piloto e o atirador dorsal em uma torre parcialmente retrátil com uma metralhadora Berezin UBT de 12.7 mm. Outra ShKAS foi colocada em uma escotilha ventral. Até 2.000 kg de bombas podiam ser levadas na baia de bombas e duas bombas de 500 kg externamente. Até 4.600 kg de combustível podia ser carregado. O DB-240 foi projetado para utilizar o motor V12 experimental Klimov M-106, mas o mais fraco Klimov M-105 teve de substituí-lo pelo fato de não estar disponível.
O protótipo voou pela primeira vez em 14 de Maio de 1940 e iniciou os testes de aceitação do estado em 27 de Setembro de 1940. Os motores mais fracos fizeram com que a aeronave não atingisse o desempenho esperado. Pôde atingir apenas 445 km/h (240 kn) a uma altitude de 4 250 m (13 900 ft) ao invés de 500 km/h (270 kn) a 6 000 m (19 700 ft). Seu armamento defensivo mostrou-se inadequado e outros problemas se apresentaram, como uma corrida de decolagem longa e defeitos no motor. Entretanto, isto não diminuiu suas virtudes como um bombardeiro de longo alcance, podendo alcançar 4.100 km carregando 1.000 kg de bombas. Foi solicitado para produção na Fábrica nº 18 em Voronezh, como Yermolayev Yer-2.
A fabricação foi iniciada em Março de 1941, com aproximadamente 50 aeronaves entregues até 22 de Junho de 1941. Estas aeronaves eram entre 5 a 8 km/h mais lentas que o protótipo e seu peso normal aumentou de 12 200 kg (26 900 lb) para 12 520 kg (27 600 lb). A produção foi encerrada em Agosto de 1941 com apenas 128 aeronaves construídas para permitir que focasse na produção dos caça-bombardeiros Ilyushin Il-2.
Um Yer-2 foi modificado com motores experimentais Mikulin AM-37, um trem de pouso reforçado, assentos blindados para o navegador e atirador e metralhadoras UBT de 12.7 mm ao invés de suas originais ShKAS. Voou pela primeira vez em Julho de 1941 e foi capaz de atingir 505 km/h (273 kn) a 6 000 m (19 700 ft), mas o alcance foi reduzido para 3.500 km carregando 1.000 kg de bombas. Um grande problema com esta versão foi a grande pista necessária para decolagem, o que impossibilitava sua operação em pistas de grama. O motor não era confiável, entretanto, e tinha problemas de arrefecimento que a OKB Mikulin não tinha recursos para solucionar, sendo então cancelado em Outubro quando a fábrica foi forçada a evacuar de Moscou devido a ofensiva alemã.
O motor a diesel Charomskiy M-40F também foi avaliado em um Yer-2 em 1941. Este motor, como todos os motores a diesel, tinham um baixo consumo de combustível se comparadao a um motor de gasolina, entretanto, sendo mais pesado. Estes motores aumentaram o peso de decolagem para 13 500 kg (29 800 lb) que requeria um reforço no trem de pouso e um aumento na área da asa, mantendo a mesma carga alar. As aeronaves motorizadas com o M-40F atingiram uma velocidade máxima de 430 km/h (232 kn) a 6 050 m (19 800 ft). Entretanto, o M-40 não estava pronto para uso em serviço e o projeto foi cancelado.
A combinação aeronave/motor não tinha potencial suficiente, de forma que o trabalho de desenvolvimento continuasse utilizando um motor a diesel mais maduro, o Charomskiy ACh-30B. A cabine de pilotagem foi modificada para acomodar dois pilotos lado a lado e a as áreas da asa e da cauda foram aumentadas. A metralhadora UBT na torre dorsal foi substituída por um canhão 20 mm ShVAK e as metralhadoras ShKAS do nariz e ventral foram trocadas por metralhadoras UBT de 12.7 mm. Um máximo de 5 460 kg (12 000 lb) de combustível podia ser carregado. O Yer-2/ACh-30B foi colocado em produção na Fábrica nº 39 em Irkutsk no final de 1943 e a primeira aeronave de produção enviada para os testes de aceitação do estado no mês seguinte. Algumas outras aeronaves foram convertidas para transporte VIP, conhecidas como Yer-2ON.

## Histórico operacional
O Yer-2 não estava em nenhum esquadrão quando a Alemanha invadiu a União Soviética em 22 de Junho de 1941, mas o 420º e o 421º Regimentos de Bombardeiros de Longo Alcance (em russo:  Dahl'niy Bombardirovchnyy Aviapolk — DBAP) foram formados logo na sequência. Entretanto, nenhum regimento voou nenhuma missão operacional até o final do verão. Na noite do dia 10 de Agosto os Yer-2 do 420º DBAP, acompanhados por Petlyakov Pe-8 do 432º DBAP, tentaram bombardear Berlin a partir do Aeródromo de Pushkino próximo a Leningrado. O aeródromo era muito pequeno para acomodar um Yer-2 totalmente carregado, mas três bombardeiros conseguiram decolar mesmo assim. Dois destes conseguiram bombardear Berlim ou seus arredores, mas apenas um retornou; o outro foi atingido por  um Polikarpov I-16 "amigo" quando reentrou em espaço aéreo soviético e a terceira aeronave desapareceu. Três tripulações do 420º DBAP bombardearam Königsberg durante as noites de 28-29 de Agosto e 30 de Agosto a 1 de Setembro a partir do Aeroporto Internacional de Jukovsky, sudeste de Moscou.
No dia 1 de Outubro de 1941 63 Yer-2 estavam em serviço, mas apenas 34 operacionais. O 420º DBAP voou 154 sorties até o início de Novembro (6 em Agosto, 81 em Setembro e 67 em Outubro) e tinha perdido 30 de suas 40 aeronaves. Mais de metade destes (19) foram perdas em não-combate. As perdas eram extremamente altas no outuno e inverno pois eram enviados inapropriadamente contra a alvos na linha de frente tática alemã durante a Batalha de Moscou em baixas velocidades, restando apenas 12 em serviço em 18 de Março de 1942. No dia 4 de Agosto de 1942, o 747º DBAP tinha apenas dez Yer-2 e foi rapidamente comissionado durante a Batalha de Stalingrado. Os sobreviventes continuaram voando, em números cada vez menores, até Agosto de 1943 quando as últimas aeronaves foram transferidas para escolas pelo 2º DBAP e 747º DBAP.
O Yer-2 voltou a ser produzido no final de 1943, mas nenhum dos novos bombardeiros havia ido para combate até 1 de Junho de 1944. Entretanto, 42 estavam em serviço em 1 de Janeiro de 1945 e 101 no dia 10 de Maio de 1945, após o fim da Segunda Guerra Mundial. A primeira missão de combate dos Yer-2 após o retorno de sua produção foi um ataque em Königsberg no dia 7 de Abril de 1945 pelos 327º e 329º Regimentos de Aviação de Bombardeio (em russo:  Bombardirovchnyy Aviatsionyy Polk). Permaneceu em serviço nas unidades de Aviação de Longo Alcance até ser substituído por bombardeiros quadrimotores como o Tupolev Tu-4 no final da década de 1940.

## Variantes
DB-240
Dois protótipos da série Yer-2 com dois motores M-105 de 1.050 hp.
Yer-2
Versão de produção com dois motores M-105, 128 aeronaves construídas.
Yer-2/AM-37
Uma aeronave remotorizada com os motores protótipo Mikulin AM-37 de 1,380 hp, o mais veloz de todos os Yer-2.
Yer-2/M-40F
O primeiro Yer-2 com motor a diesel, com asa modificada. Um convertido para utilizar dois motores Charomskiy M-40F de 1.500 hp.
Yer-2/ACh-30B
Modelo de produção da versão motorizada a diesel. O desempenho era excelente apesar da baixa confiabilidade e vibrações dos motores Charomskiy ACh-30B. O aumento foi aumentado em 1.500 km em relação a versão com os motores M-105.
Yer-2ON
(em russo:  Osobogo Naznachyeniya − Seguimento especial) Duas aeronaves da linha de produção do Yer-2/ACh-30B foram modificadas para uma cabine VIP com 12 assentos, retirando os equipamentos militares e adicionando tanques de combustível na baia de bombas. Uma terceira aeronave foi convertida a partir de um Yer-2 (produzido em 1941) e utilizado para voos de translado entre Irkutsk e Moscou.
Yer-2N
(em russo:  Nositel − Portador) Uma aeronave foi modificada para testes dos motores pulsojato capturados Argus As 014.
Yer-2/MB-100
Uma aeronave de produção foi utilizada para teste dos motores Dobrotvorskii MB-100 com 2 200 hp (1 640 kW) em 1945.
Yer-4
A versão final da série foi uma aeronave produzida em 1941 remotorizada com motores ACh-30BF e redesignado Yer-4. Tinha uma envergadura pouco maior, maior peso de decolagem e armamento melhorado. O protótipo foi testado em Dezembro de 1943, mas não entrou em produção.

## Operadores
União Soviética
- VVS (em russo:  Voyenno-Vozdooshnyye Seely — Força Aérea Soviética)
  - ADD (em russo:  Aviahtsiya Dahl'nevo Deystviya — Aviação de Longo Alcance)
    - 420º Regimento de Bombardeiros de Longo Alcance, posteriormente 748º Regimento de Bombardeiros de Longo Alcance
    - 421º Regimento de Bombardeiros de Longo Alcance, posteriormente 747º Regimento de Bombardeiros de Longo Alcance
    - 747º Regimento de Bombardeiros de Longo Alcance
    - 748º Regimento de Bombardeiros de Longo Alcance, posteriormente 2º Regimento de Guarda de Longo Alcance
    - 327º Regimento de Bombardeiros de Longo Alcance
    - 329º Regimento de Bombardeiros de Longo Alcance